# Колонія та протекторат Сьєрра-Леоне
Колонія та протекторат Сьєрра-Леоне (неофіційно Британська Сьєрра-Леоне ) — британська колоніальна адміністрація в Сьєрра-Леоне з 1808   до 1961 року,  частина Британської імперії з епохи аболіціонізму до епохи деколонізації. Королівська колонія, яка включала територію навколо Фрітауна, була заснована в 1808 році. Протекторат був заснований у 1896 році   і включав внутрішні території, які сьогодні називають Сьєрра-Леоне.
Девізом колонії та протекторату було Auspice Britannia liber ( лат. «Вільний під захистом Британії»). Цей девіз був включений на пізніші прапор і герб Сьєрра-Леоне.

## Історія

### Витоки
У 1780-х роках Лондон був домом для кількох тисяч звільнених рабів і чорних піонерів, які здобули свободу, борючись на боці британців у Війні за незалежність США. Після того, як для них було закрито декілька шляхів працевлаштування, багато чорних бідняків залишилися злиденними та отримали підтримку від Комітету допомоги чорним біднякам. Зрештою цей комітет вирішив переконати кілька сотень членів спільноти чорних бідняків повернутися на континент їхніх предків.
Схема переселення в Сьєрра-Леоне була запропонована ентомологом Генрі Смітманом і викликала інтерес у таких гуманітаріїв, як Гранвіль Шарп, який вважав її засобом показати рабовласницькому лобі, що чорні люди можуть сприяти управлінню новою колонією Сьєрра-Леоне. Невдовзі до схеми також долучилися урядовці, хоча їхній інтерес був викликаний можливістю переселення великої групи бідних громадян деінде. Вільям Пітт молодший, прем’єр-міністр і лідер партії торі, активно цікавився схемою, оскільки вважав її засобом репатріації чорношкірих бідняків до Африки, оскільки «їх необхідно було відправити кудись і більше, щоб вони не заполонили вулиці Лондона».
Англійці уклали угоду з вождем Темна, королем Томом, отримати землю на узбережжі для поселення звільнених рабів. У 1787 році морське судно з 411 пасажирами, включаючи звільнених рабів, чорних піонерів, їхніх білих дружин і дітей змішаної раси, прибуло до узбережжя. Противники змішаних шлюбів неправильно називали білих дружин цих темношкірих чоловіків проститутками. Поселення стало відомим як Гранвіль Таун.  
Половина поселенців у новій колонії померла протягом першого року. Кілька чорних поселенців почали працювати на місцевих работорговців. Поселенці, які залишилися, силою захопили землю у місцевого африканського вождя, але він помстився, напавши на поселення, яке зменшилось лише до 64 поселенців, включаючи 39 чорношкірих чоловіків, 19 чорношкірих жінок і шість білих жінок. Чорношкірі поселенці були захоплені недобросовісними торговцями та продані як раби, а колоністи, які лишилсь, були змушені озброїтися для власного захисту. Наступник короля Тома король Джеммі напав і спалив колонію в 1789 році.
Нова колонія була побудована на іншому місці і стала відомою як Фрітаун. У 1792 році близько 1200 новошотландських поселенців, звільнених рабів і чорних піонерів з Нової Шотландії, а в 1800 році ще 551 ямайський марон з колонії Ямайка прибули до нового поселення. Нащадки поселенців поступово розвинулися як етнічна група, відома як креольський народ Сьєрра-Леоне.
У 1807 році британський уряд скасував работоргівлю і взяв на себе відповідальність за Сьєрра-Леоне в 1808 році, перетворивши її на колонію Корони.

### Початок 19 століття до середини 20 століття

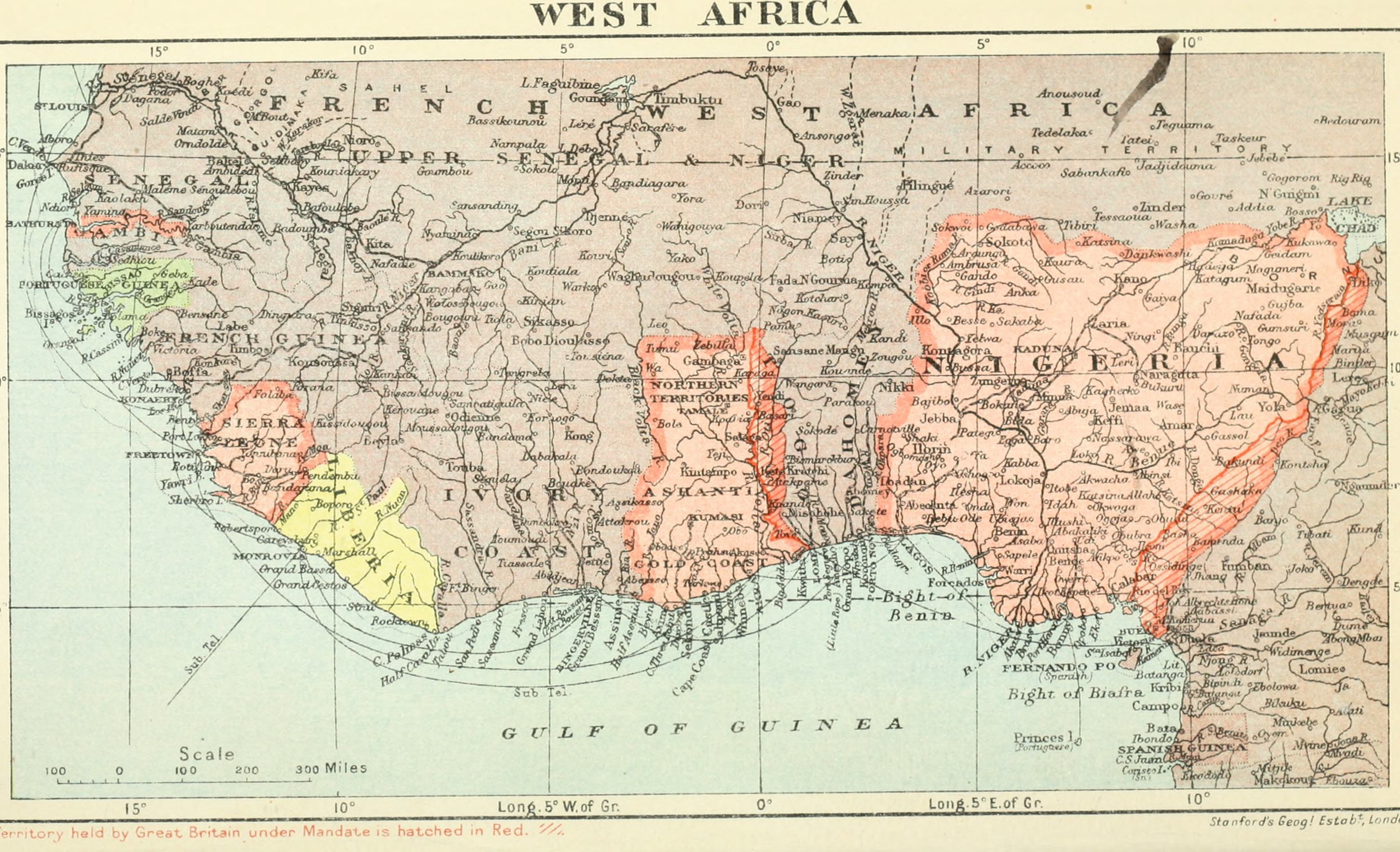
Карта Західної Африки, 1922; Британські території рожевого кольору.

17 жовтня 1821 року колонія Сьєрра-Леоне стала частиною Британської Західної Африки, адміністративного утворення, що складається з британських колоній у Західній Африці. Початкова назва організації була «Колонія Сьєрра-Леоне та її залежні території», після чого вона стала Британськими західноафриканськими територіями і, нарешті, Британськими західноафриканськими поселеннями. Британська Західна Африка була створена протягом двох періодів, з 17 жовтня 1821 року до її першого розпаду 13 січня 1850 року, і знову з 19 лютого 1866 року до її остаточного розпаду 28 листопада 1888 року.  Фрітаун був столицею Британської Західної Африки протягом усього існування утворення.
31 серпня 1896 року внутрішні райони Сьєрра-Леоне стали британським протекторатом, утворивши таким чином протекторат Сьєрра-Леоне.   Кордони були демарковані з Французькою Гвінеєю та Ліберією.
1 січня 1928 року англійці скасували домашнє рабство.
У 1930 році британська компанія Sierra Leone Development Company (DELCO) почала видобувати залізну руду.
У 1932 році Сьєрра-Леоне Selection Trust, дочірня компанія British Consolidated African Selection Trust (CAST), була створена для видобутку алмазів. 
У 1937 році в Протектораті Сьєрра-Леоне була запроваджена система «тубільної адміністрації» за зразком системи непрямого правління лорда Фредеріка Лугарда в північній Нігерії.
У 1938 році Воллес Джонсон заснував Західноафриканську молодіжну лігу у Фрітауні, мобілізуючи працівників у нові профспілки проти колоніального уряду. 
Коли в 1939 році почалася Друга світова війна, Воллеса Джонсона ув'язненено.
У 1947 році була запропонована нова конституція колонії, яка надала більшість місць у Законодавчій раді більшості населення протекторату.

### Шлях до незалежності
Після Другої світової війни багато представників громадськості Сьєрра-Леоне почали виступати за незалежність. Політики на чолі з сером Мілтоном Маргаї проводили кампанію за це в колоніальному уряді Сьєрра-Леоне і протягом 1950-х років отримували посади на цих підставах. З середини до кінця 1950-х років Маргай та багато інших політиків Сьєрра-Леоне зверталися до британського уряду з проханням про незалежність. Британський прем'єр-міністр Гарольд Макміллан вже підтримав політику надання незалежності британським колоніям в Африці та наказав своєму уряду отримати петиції та вжити заходів. Кілька наступних кроків, які схвалив прем’єр-міністр Макміллан, мали створити стабільний шлях до мирної передачі влади. У Сьєрра-Леоне відбувся референдум, на якому питали, чи хоче населення країни незалежності. На тому референдумі більшість проголосувала за незалежність. Макміллан приватно заявив, що він знав, що вони проголосують «за», однак це була формальність, щоб показати його власному уряду, що в Сьєрра-Леоне є народна підтримка виходу Британії. Маргаї та інші лідери незалежності Сьєрра-Леоне підтримали цю ідею. Після того, як референдум пройшов, як і припускали всі учасники, колоніальна адміністрація у Фрітауні почала проводити вибори для створення уряду, який прийме на себе повноваження після передачі влади. Ці вибори виграли Маргай і його прихильники. У травні 1957 року в Сьєрра-Леоне відбулися перші парламентські вибори. Народна партія Сьєрра-Леоне (SLPP), яка на той час була найпопулярнішою політичною партією в колонії Сьєрра-Леоне, а також підтримувалася впливовими верховними вождями в провінціях, отримала більшість місць у парламенті, і Маргаї було переобрано на пост Головний міністр розгромним. 20 квітня 1960 року Маргай очолював делегацію Сьєрра-Леоне з 24 членів на конституційних конференціях, які проводилися з урядом Макміллана та британським міністром колоній Ієном Маклеодом, де були узгоджені деталі незалежності. Після завершення переговорів у Лондоні 4 травня 1960 року Сполучене Королівство погодилося надати Сьєрра-Леоне незалежність 27 квітня 1961 року.
27 квітня 1961 року на великій церемонії у Фрітауні Сьєрра-Леоне було надано незалежність. Грали оркестри, Юніон Джек був опущений, шанобливо складений і переданий герцогу Кентському (у той час принцу Едварду ), новий синьо-біло-зелений прапор Сьєрра-Леоне був піднятий на його місці, герцог Кентський і Маргай потиснули один одному руки, і натовп аплодував.  Останній британський губернатор Сьєрра-Леоне був приведений до присяги новим незалежним урядом як генерал-губернатор (представник королеви Єлизавети II у новій країні. ) Був короткий надзвичайний стан, оскільки лідер опозиції Сіака Стівенс, чия політична партія Всенародний конгрес (APC) програла попередні вибори Маргаї, бойкотувала церемонію, і побоювалися, що вона спробує зірвати передачу влади. Було побоювання, що APC спробує спровокувати заворушення, на цій підставі Стівенса помістили під домашній арешт до церемонії та звільнили незабаром після цього. Однак зрештою передача влади виявилася цілком мирною. Від прем’єр-міністра Гарольда Макміллана та королеви Єлизавети були надіслані вітальні послання народу Сьєрра-Леоне та особисто Маргаї. Сьєрра-Леоне отримала незалежність як домініон у тому ж порядку, що й Канада та Австралія раніше, це означало, що Сьєрра-Леоне тепер була незалежною країною з власним парламентом та власним прем’єр-міністром, однак королева Єлизавета залишалася главою країни. стан. Так почалася історія домініону Сьєрра-Леоне.

## Незалежність
Колонія та протекторат Сьєрра-Леоне проіснувала до 1961 року, коли вона отримала незалежність від Сполученого Королівства, з Єлизаветою II як королевою Сьєрра-Леоне. Вона залишалася главою держави протягом десяти років до 1971 року, коли країна стала республікою.

## Дивитися також
- Головний суддя Сьєрра-Леоне
- Губернатор Сьєрра-Леоне